# A Luz do Tom
A Luz do Tom é um filme brasileiro de 2013, do gênero documentário, dirigido por Nelson Pereira dos Santos.
Assim como o trabalho anterior do cineasta, A Música Segundo Tom Jobim (2012), o filme tem como tema o compositor Antônio Carlos Jobim. O primeiro havia sido dedicado à música do maestro; o segundo, à sua vida pessoal, a partir de entrevistas com sua irmã, Helena Jobim, e suas mulheres, Thereza Hermanny e Ana Lontra Jobim.
Foi vencedor do Grande Prêmio do Cinema Brasileiro 2014 na categoria Melhor Longa-Metragem Documentário. Também venceu na categoria Melhor Trilha Sonora, com a música composta por Paulo Jobim, e foi indicado para Melhor Roteiro Adaptado (baseado no livro Antonio Carlos Jobim: um Homem Iluminado, de Helena Jobim).